# セブンシーズ・ナビゲーター
セブンシーズ・ナビゲーター（Seven Seas Navigator）は、アメリカの船舶会社リージェント・セブンシーズ・クルーズ（Regent Seven Seas Cruises）が運航するクルーズ客船である。

## 概要
1999年8月にラディソン・セブンシーズ・クルーズ（当時）のクルーズ客船として就航した。
客室は全室スイートで253室全てが海側に設けられており、その9割にあたる216席にバルコニーを備えている。
客室面積は下位カテゴリーであるウィンドー・スイート（G・H）でも28平方メートルで、クルーズ客船のスタンダードクラス平均の約2倍と高い居住性を備えている。
また、乗組員一人あたりの乗客定員は約1.4人と同社の保有する客船の中で最も少なくなっている。
2009年11月には大規模改装を実施。2014年現在は夏季にアラスカ、冬季にカリブ海のクルーズへと配船されている。

## 船内設備
※記載内容は2014年現在のもの。
- レストラン
コンパスローズ・レストラン（メインダイニング、デッキ5）
プライム7（デッキ10）
ラ・ベンダ・レストラン（デッキ10）
プールグリル（デッキ10）

- ラウンジ・バー
スターズ・ラウンジ（デッキ6）
コノスアー・クラブ（デッキ6）
ナビゲーター・ラウンジ（デッキ6）
セブンシーズ・ラウンジ（デッキ6・7）
ガリレオズ（デッキ11）

- スパ・ヘルス
ビューティーサロン（デッキ12）
スパ（デッキ12）
ジム（デッキ12）
エアロビクススタジオ（デッキ12）
サウナ（デッキ12）

- オープンデッキファシリティー
ジャクジー（デッキ10）
プール（デッキ10）

- その他
ホスピタル（デッキ4）
レセプション（デッキ6）
ライブラリー（デッキ6）
カードルーム（デッキ6）
カジノ（デッキ7）
ブティック（デッキ7）

## 客室
全室スイートの海側配置で、カテゴリC以上の客室にはバトラーサービスが付く。ウィンドー・スイート以外はバルコニーが設けられている。
- マスター・スイート(MS)
99㎡(客室)＋10㎡（バルコニー）
- グランド・スイート(GS)
50㎡(客室)＋18㎡（バルコニー）
- ナビゲーター・スイート(NS)
42㎡(客室)＋4㎡（バルコニー）
- ペントハウス・スイート(A･B･C)
28㎡(客室)＋5㎡（バルコニー）
- コンシェルジュ・スイート(D)
28㎡(客室)＋5㎡（バルコニー）
- デラックス・スイート(E･F)
28㎡(客室)＋5㎡（バルコニー）
- ウィンドー・スイート(G･H)
28㎡(客室)

## その他
船体は旧ソ連の人工衛星追跡艦を再利用したものである。
1991年にレニングラードのアドミラルティ造船所にて衛星追跡艦｢アカデミック･ニコライ･プルーギン」として船体のみ完成したものの竣工せず、売却後にイタリアのT.マリオッティ造船所にて上部構造体を新造し、新たに客船「セブン・シーズ・ナビゲーター」として完成した。。